# Paweł Brandys

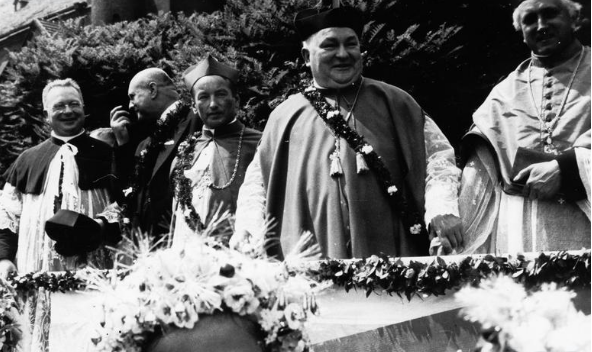
Jubileusz 40 lecia kapłaństwa prałata Pawła Brandysa (drugi z prawej). Widoczni (od lewej): ks. Jan Brandys, Karol Grzesik, bp Teofil Bromboszcz i ks. Emil Szramek (pierwszy z prawej)

Paweł Brandys (ur. 4 grudnia 1869 Pawłowicach-Dębinie, zm. 24 kwietnia 1950 w Michałkowicach) – ksiądz katolicki, działacz polityczny i narodowy, poseł, senator II RP.

## Życiorys
Syn Pawła i Zuzanny z Karetów. Brat ks. Jana Brandysa. Do szkoły ludowej uczęszczał w rodzinnej miejscowości, a do gimnazjum w Cieszynie, Mikułowie na Morawach i w Pszczynie, gdzie w 1892 uzyskał maturę. W latach 1892–1895 studiował teologię na Uniwersytecie Wrocławskim, gdzie m.in. był czołowym działaczem w Towarzystwie Akademików Górnoślązaków. 23 czerwca 1896 otrzymał święcenia kapłańskie. Jako wikary pracował najpierw przez trzy lata w Zabrzu, potem krótko administrował parafią w Rybniku, następnie został przeniesiony do Dziergowic w powiecie kozielskim, gdzie w 1900 został proboszczem. Od 1898 sprawdzał się jako mówca w polskich komitetach wyborczych, a także organizator licznych stowarzyszeń narodowych. W latach 1907–1908 wybrany został na posła do Reichstagu z powiatu opolskiego i członka Koła Polskiego. W czasie I wojny światowej udzielał się w pracy charytatywnej, jako członek Komitetu Niesienia Pomocy Królestwu Polskiemu. Wiosną 1919 opuścił Dziergowice i uszedł do Strumienia na Śląsku Cieszyńskim, gdzie uczestniczył w sierpniu 1919 w naradzie Polskiej Organizacji Wojskowej Górnego Śląska, poświęconej ustaleniu wybuchu powstania. W tymże roku otrzymał mandat poselski do Sejmu RP. Po powrocie do Dziergowic działał w Towarzystwie Oświaty na Śląsku im. św. Jacka. W czasie plebiscytu i III powstania śląskiego udostępnił swoje probostwo na narady działaczy polskich. W czerwcu 1921 opuścił swoją parafię w Dziergowicach i w 1922 został proboszczem parafii w Michałkowicach. W 1924 mianowano go dziekanem powiatu piekarskiego, później kanonikiem i prałatem.
Od 1922 był działaczem Chrześcijańskiej Demokracji, członkiem Zarządu i wiceprzewodniczącym Okręgu Śląskiego, a także senatorem I kadencji. Na senatora II kadencji został wybrany w 1928 z województwa śląskiego z listy Katolickiego Bloku Ludowego – grupy Wojciecha Korfantego. Przed wyborami brzeskimi w 1930 podpisał odezwy krytykujące rządy sanacji i wzywające do głosowania na listę Katolickiego Bloku Ludowego.
Od początku II wojny światowej do marca 1940 pozostawał pod nadzorem gestapo, potem został wysiedlony do Żor, a następnie do Krzyżowic k. Pszczyny. Po wojnie wrócił do Michałkowic, gdzie zmarł. Odznaczony m.in. Krzyżem Komandorskim Orderu Polonia Restituta.